# Подени (Васлуј)
Подени (рум. Podeni) насеље је у Румунији у округу Васлуј у општини Вултурешти. Oпштина се налази на надморској висини од 110 m.

## Становништво
Према подацима из 2002. године у насељу је живело 15 становника, од којих су сви румунске националности.